# Labicum
Labicum (łac. Dioecesis Labicanus) – stolica historycznej diecezji w Italii erygowanej w III wieku, a skasowanej w roku 1237.
Współczesne miasto Labico w prowincji Rzym we Włoszech. Obecnie katolickie biskupstwo tytularne ustanowione w 1968 przez papieża Pawła VI.

## Biskupi tytularni
| Lp. | Biskup                  | Funkcja                              | Od                | Do               |
| --- | ----------------------- | ------------------------------------ | ----------------- | ---------------- |
| 1   | Paul Carrière           | biskup koadiutor Laval (Francja)     | 5 listopada 1968  | 31 grudnia 1969  |
| 2   | Anthony Bosco           | biskup pomocniczy Pittsburgha (USA)  | 14 maja 1970      | 2 kwietnia 1987  |
| 3   | René Séjourné           | rektor kościoła św. Ludwika w Rzymie | 17 czerwca 1987   | 13 września 1990 |
| 4   | Heinz Josef Algermissen | biskup pomocniczy Paderborn (Niemcy) | 23 lipca 1996     | 20 czerwca 2001  |
| 5   | Vittorio Lanzani        | sekretarz Fabryki Świętego Piotra    | 17 listopada 2001 |                  |